# Stadion Wojska Polskiego
Stadion Polské Armády je fotbalový stadion ve Varšavě, který je od 1. srpna 2002 vlastnictví hlavního města Varšavy. Hraje na něm tým Legia Varšava. Stadion se nachází ve Varšavě na ul. Łazienkowské 3. Vybudován byl v letech 1927 až 1930, prošel celkovou modernizací v roce 2009. Kapacita je 31 800 sedaček.